# Ulrik
Az Ulrik férfinév, a germán Ulrich (Udalrich[forrás?], Uodalrich[forrás?]) névből származik. Elemeinek jelentése: (öröklött) birtok és hatalmas, uralkodó. Női párja: Ulrika.

## Rokon nevek
- Ódor:[1] régi magyar személynév, az Ulrik régi magyar Oldruch formájából származik.[3]

Údó

## Gyakorisága
Az 1990-es években az Ulrik és az Ódor szórványos név, a 2000-es években nem szerepelnek a 100 leggyakoribb férfinév között.

## Névnapok
Ulrik
- március 11.[2]
- július 4.[2]
- július 10.[2]
- július 11.[2]
- augusztus 7.[2]

Ódor
- ajánlott névnap: július 4.[3]

## Híres Ulrikok, Ódorok
- Cillei Ulrik hadvezér, német birodalmi herceg, a Hunyadiak politikai ellenfele
- Kiss Ulrich jezsuita szerzetes, újságíró
- Ulrich Hoeneß német labdarúgó, edző
- Ulrich Zwingli svájci reformátor, egyházalapító
- Ulrich Salchow svéd olimpiai bajnok műkorcsolyázó
- Ulrich Neisser német származású amerikai kognitív pszichológus.
- Lars Ulrich a Metallica együttes társalapítója és dobosa